# Bałdowice
Bałdowice is een plaats in het Poolse district  Ostrzeszowski, woiwodschap Groot-Polen. De plaats maakt deel uit van de gemeente Kobyla Góra en telt 150 inwoners.